# The Stalin
The Stalin fue una influyente banda de punk rock japonesa, formada en 1980 por Michiro Endo.

## Historia

### 1979-1980: Jietai
Antes de The Stalin, Michiro Endo, un activista socialista de treinta años, formó un grupo punk en 1979, que se llamó Jietai, nombre tomado del de la Fuerza Terrestre de Autodefensa de Japón. Varias de las canciones futuras de The Stalin («Niku», «Romanchisuto», las versiones de «No Fun» y «Light My Fire», etc.) formaban parte originalmente del repertorio de Jietai. Circula una cinta bootleg con grabaciones de baja fidelidad de Jietai, procedentes de ensayos en el local o alguna actuación en directo.
Antes del punk, Michiro Endo había sido seguidor de The Doors y Patti Smith, así como de la música folk.

### 1980-1982
The Stalin comenzaron como tales en 1980, siendo su principal fundador Michiro Endo. Escogió ese nombre para la banda porque «el nombre de Stalin es muy odiado por la mayoría de los japoneses, así que es muy bueno para nuestra imagen». Michiro también ha dicho que para él, como socialista, el nombre de Stalin representa «el lado negativo de toda buena idea». La primera formación la integraban Michiro (voz y bajo), Atsushi Kaneko (guitarra) y Jun Inui (batería).
La primera publicación de The Stalin fue un sencillo en formato flexi con dos canciones, «Dendou Kokeshi» («Vibrador eléctrico») y «Niku» («Carne»). Lo publicó el sello independiente Political Records, con ayuda del fanzine INGO, editado por Michiro Endo. La portada del sencillo consiste en un dibujo en el que se pincha un pene con una aguja hipodérmica.
En 1981 se unió al grupo Shintaro Sugiyama, tomando el bajo y dando así mayor libertad de movimiento al cantante. Poco después se grabó y publicó (en abril de 1981) el EP Stalinism.
En los conciertos, Michiro se comportaba como un demente: entre otras cosas, se desnudaba en el escenario haciendo estriptis e incluso se masturbaba; escupía, agarraba por el cabello a espectadores y hasta les golpeaba. Un reportaje de Maximum RocknRoll sobre la escena japonesa de la época menciona que en algunos conciertos de The Stalin se habían empleado cabezas de pescado y heces humanas. Pronto se les vetó en diversas salas de conciertos, sobre todo por golpear a miembros del público, o por dejar de tocar después de cantar una sola canción.
Algún tiempo después de publicarse el EP Stalinism, el guitarrista original fue sustituido por Kazuo Tamura, más conocido como Tam, que había tocado previamente en el grupo Typhus, el cual había publicado un sencillo en el mismo sello que The Stalin, Political Records. Otros miembros de Typhus formaron Gauze.
Para cuando grabaron el primer LP, Trash (1981), ya con Tam a la guitarra, habían acelerado el ritmo e incorporaron sonidos y la velocidad del hardcore punk. Publicado en el sello independiente Political Records, en años posteriores no fue reeditado oficialmente, lo que lo convirtió en una rareza y condujo a reediciones no autorizadas, como bootleg. Una cara del álbum estaba grabada en estudio y la otra, en vivo, conteniendo en total veinte canciones. El nuevo sonido del grupo se debía en parte a la incorporación del guitarrista Tam.

### 1982-1984
En 1982, The Stalin, junto a otras bandas, aparecieron en la película Burst City de Sogo Ishii. Se rumorea que esto generó una rivalidad con otra importante banda punk japonesa del momento, Anarchy, cuyo lugar en la película habrían ocupado The Stalin.
El debut de la banda en un sello importante, Climax-Tokuma, fue el LP Stop Jap, de 1982. Con posterioridad, Endo explicaría que siempre deseó que la banda llegase a ser muy popular y poder así producir más estragos. Se extrajeron dos sencillos de este álbum: «Romanchisuto» («Romanticista»). y «Arerugii» («Alergia»), para los cuales se grabaron sendos videoclips, dirigidos por Sogo Ishii. En las caras B se incluyeron versiones de «Light My Fire» (The Doors) y «No Fun» (The Stooges) respectivamente.
Las letras de Stop Jap se supone que reflejaban un enfoque más antinacionalista y anarquista de los temas políticos. En sus letras, siempre en japonés, Michiro Endo empleaba un estilo lírico al que denominaba «tanku», palabra creada a partir de la combinación de haiku y tanque. En una entrevista o cuestionario a la banda (junto a otras tres bandas punk japonesas: Star Club, Willard y Lip Cream) publicada por la revista Maximum RocknRoll en noviembre de 1984, Endo comentó sobre sus letras:

«La mayoría de las canciones que escribimos son canciones de amor, pero la filosofía que hay tras ellas no necesariamente comunica afecto, deseo o euforia como lo hacen la mayoría de canciones "típicas" de amor contemporáneas. Las canciones intentan retratar la tristeza y futilidad en la comunicación, debido al ideal uniforme ("fascista") de amor y los roles que las personas asumen en el amor. La verdadera comunicación no existe en las relaciones de amor en esta sociedad.»

En 1982, el batería Jun Inui abandonó la banda. Lo sustituyó Teiyu Nakamura (también llamado Tatsuya Nakamura). 
La cima de la popularidad de The Stalin llegó con sus dos siguientes álbumes, de 1983, en los que se acentuaban las tendencias hardcore: el maxisencillo Go Go Stalin, con tres temas, y el LP Mushi.
Poco después, Tam dejó la banda. Con el nuevo guitarrista Ryoujou como sustituto, la nueva formación de The Stalin realizó la gira «Go Go Stalin». Más tarde, todavía en 1983, también el bajista Shintaro Sugiyama se marchó del grupo, siguiéndole también, al parecer, los componentes nuevos.
Mientras se producían estos cambios, The Stalin fue una de las primeras bandas punk japonesas que llegó a un público internacional, gracias a la inclusión de la canción «Chicken Farm» en el seminal recopilatorio Welcome to 1984 de Maximum RocknRoll, publicado a finales de 1983 o comienzos de 1984 y en el que aparecían otras bandas que asimismo se hicieron internacionalmente conocidas por salir en el disco, como los italianos Raw Power o los holandeses BGK.
Entre agosto de 1983 y abril de 1984 Michiro Endo editó varios números de un fanzine llamado ING,O!. Además, grabó y publicó su primer material en solitario, en forma de la casete titulada Vietnam Legend, que sacó en abril de 1984 la compañía indepenciente J.I.C.C. En la grabación intervinieron Jun Obiga alias June Bleed (guitarrista de The Willard), Teruya Ogata (bajo), Takeshi Tsuchida (batería) y, en algunos temas, Jun Inui (batería). En la cinta se incluyen versiones de «Hello, I Love You» (The Doors), unas muy modificadas «I Wanna Be Your Dog» (The Stooges) y «Born To Be Wild» (Steppenwolf), así como  «Aogeba Totoshi» (仰げば尊し) y el Canon de Pachelbel.
En 1984 regresó a The Stalin el batería original, Jun Inui. A mediados de ese año se incorporaron el bajista Hiroshi Higo y el guitarrista Masayuki Ono (exmiembro de la banda Allergy). La nueva formación debutó en Osaka. Con esta formación y músicos de estudio se grabó el LP Fish Inn, de 1984, en el que intervinieron músicos norteamericanos.
En esta época se publicó la entrevista-cuestionario mencionada arriba, del nº 19 de MRR (noviembre de 1984). Un miembro de The Stalin definía así la posición política de la banda:

«Antinacionalista, antigobierno, antiamericana. Sí, eso significa que tengo ideas ligeramente anarquistas. Michiro dirigió una gran manifestación de estudiantes en el '69 en la que mataron a casi todos los rebeldes. Debido a acontecimientos como ese, actualmente cree que toda acción extremista es mala. Hoy en día [1984] hay poca acción en el campo de la rebelión estudiantil. El gobierno representa demasiado una amenaza.»

Al preguntárseles sobre la religión, la respuesta de la banda fue que «el nacionalismo es la religión de Japón».
El álbum Fish Inn, con material más lento y canciones más largas, decepcionó a muchos de los fanes. A pesar de que había planes para una gira por los Estados Unidos a finales de verano de 1985, Michiro Endo, desilusionado con la escena punk japonesa, anunció que disolvería definitivamente el grupo tras realizar un último concierto. Ese concierto tuvo lugar en 1985 en los estudios cinematográficos Daiei. Se grabó en video para ser editado como película, dirigida por Sogo Ishii, y la música se publicó en forma de un doble LP en vivo en 1985, Last Live - For Never. Después de esto, en efecto, se disolvió la banda. El autor de la reseña de la disolución del grupo en MRR la atribuía al creciente interés de Michiro Endo en su propia carrera en solitario y a «su autofascinación, que alcanza estadios terminales».

### 1987-1988: Video Stalin
Después de algunos proyectos en solitario, Michiro Endo creó en 1987 una nueva versión de The Stalin denominada Video Stalin, una suerte de agrupación que producía exclusivamente videos, en lugar de discos. Los miembros fueron reclutados mediante audiciones; la formación se estableció con Michiro a la voz, el guitarrista Kubota a la guitarra, y una sección rítmica femenina, con la bajista May y la batería Shoko.
Video Stalin debutaron en vivo en el Shinjuku Loft, interpretando principalmente canciones de The Stalin o del repertorio de Michiro Endo en solitario. El concierto se publicó como un video, titulado Debut! A continuación, la banda salió de gira, la cual fue documentada con el video Love Terrorist, que además de grabaciones en vivo incluía nuevos videoclips para canciones de estudio grabadas por la banda. En septiembre de 1988 se publicó el único disco de Video Stalin, Minus One, que contenía las canciones del video Love Terrorist y una nueva. Poco después se disolvió el grupo. Justo antes de eso, el guitarrista Kubota había sido reemplazado por Sakamitsu.

### 1988-1990: Stalin
Inspirado en los trascendentales acontecimientos de 1988, y en particular la caída de la Unión Soviética, Michiro formó una nueva banda, llamada simplemente Stalin. Le interesaba mucho la historia del movimiento polaco Solidarność, que comenzó el mismo año que la banda, y, después de un viaje a Varsovia, organizó una gira japonesa con el grupo punk polaco Dezerter. Tiempo después, la banda de Endo realizó una gira por la Europa del Este.
La formación de estos Stalin nunca fue estable, exceptuando al líder, Michiro Endo. A pesar de mantener las raíces punk, el estilo de los segundos Stalin variaba mucho, desde el rock comercial hasta el synth pop o el heavy metal.

## Miembros de The Stalin en solitario

### Michiro Endo
En diciembre de 1991 Michiro Endo viajó a los Estados Unidos, realizando algunas actuaciones en San Francisco y Berkeley, respaldado por los miembros de la banda local Ikagen. También actuó en una reserva india hopi, en Arizona.

### Tam
Durante su estancia en The Stalin, el guitarrista Tam había comenzado algunos proyectos en solitario. Por una parte, en 1983 creó un sello independiente, ADK Records, el cual funcionaría desde principios de 1983 hasta 1985, publicando material de grupos como Kikeiji, Aburadako y Gauze, entre otros. Por otro lado, también en 1983, grabó junto a otros tres músicos (el bajista Akira, el batería Keigo y el vocalista 亜危異) un disco que se publicó justamente en ADK (con la referencia ADK-03E), bajo el nombre de Tam, y que consistía en un sencillo y un EP en formato flexi de regalo.
Una vez hubo dejado a The Stalin, Tam montó una banda llamada, como uno de los temas del sencillo de 1983, G-Zet, junto al bajista Keigo (de la banda Star Club) y el batería Pill (de Lip Cream). Esta formación publicó, además de unos pocos temas en el recopilatorio Great Punk Hits - Rebel Street 2 (1983), un único disco propio, el maxisencillo G-Zet, en 1984. En la misma época, se formó una banda ocasional llamada Tam Boy Ide (el nombre designa a los tres integrantes: Tam, el batería Boy y el bajista Ide), que publicó un EP en 10" en ADK. Entre finales de 1984 y principios de 1985, el grupo G-Zet, cada vez más activo, cambió su nombre al de Blood Veri, que muy poco tiempo más tarde incorporaron a un nuevo cantante. A lo largo de 1985 se mantuvo la actividad de esta banda y del sello ADK. No obstante, a continuación, en torno a esa fecha, se produjo la extraña desaparición de Tam, acerca de la cual se ha especulado mucho.

## Discografía

### The Stalin
- Sencillo «Dendou Kokeshi» (電動こけし?  Vibrador eléctrico) (Political, MIG 2501, 5/9/80). Cara B: «Niku» (肉).
- EP Stalinism (Political, MIG 2504, 7/4/81)
- LP Trash (Political, MIG 2505-L, 24/12/81). Una cara grabada en estudio el 31 de octubre de 1981; la otra, en directo en Kyoto, el 7 de noviembre de 1981.
- Sencillo «Romanticist» (ロマンチスト Romanchisuto?) (Climax, CMA 2030, 1/7/82). Cara B: «Light My Fire».
- LP Stop Jap (Climax - Tokuma, CMC-2505S, 1/7/82). Las primeras copias iban acompañadas de un flexi de regalo con la canción «Niku».
- Sencillo Allergy (アレルギー Arerugii?) (Climax, CMA 2033, 25/8/82). Cara B: «No Fun».
- 12" EP Go Go Stalin (GoGoスターリン Go Go Sutarin?) (Climax - Tokuma, CMC-1, 10/2/83)
- LP Mushi (虫 Bichos?) (Climax - Tokuma, CMC 2512, 25/4/83)
- Sencillo «Nothing» / «Suigin» (Climax - Tokuma, CMA 2043, 25/4/83)
- «Chicken Farm» en el recopilatorio de varios artistas Welcome to 1984 (MRR - Alternative Tentacles MRR 001, 1983-1984).
- LP Fish Inn (B.Q., BQL-1, 20/11/84)
- Sencillo (flexi) «Bakyumu» / «Kniboushitsu» (B.Q., 11/84, regalado con el LP Fish Inn).
- 2LP For Never (Japan Records, JAL 3007-8, 25/5/85). Grabado en directo en el Daiei Studio, Chofu, 21 de febrero de 1985.

Recopilatorios, reediciones y publicaciones póstumas
- LP Fish Inn (1986 Mix) (Japan Records, 28JAL-3079, 21/12/86)
- 12" EP Stalinism (Independent Records, 009ML, 21/1/87) Contiene, además del EP original del mismo título, los sencillos «Dendu Kokeshi» y «Bakyoumu» y la canción de Welcome to 1984.
- LP Mushi (虫 Bichos?) (Vivid Sound Corporation, PRL-1018, 1988). Reedición del álbum de 1983 como fotodisco, sin cambios en el listado de temas.
- 2CD For Never (Inundow, WC 020-021, 2001). Reedición del disco de 1985, con temas extra.
- CD Mushi (虫 Bichos?) (Tokuma Japan Communications, TKCA-72603, 22/10/2003). Reedición del álbum de 1983 como CD, con cuatro temas extra.
- CD Live at 後楽園ホール '83 (Live at Karakuen Hall) (Jasrac, NB-1010, 2005). Grabado el 2/5/83.
- Stop Jap Naked (2007)
- DVD The Stalin (4/2007).

### Video-Stalin
- VHS Debut! (B.Q., 8/87)
- VHS Love Terrorist (B.Q., 4/88)
- CD Minus One (B.Q., 9/88)

### Stalin
Álbumes
- CD Joy (Alfa, 2/89)
- CD Stalin (Alfa, 10/89)
- CD Sakkin Barricade (殺菌バリケード Sterilization Barricade?) (Alfa, 9/90)
- CD Street Value (7/91)
- CD Live to be Stalin (行方不明?) (Alfa, 12/91)
- CD Kiseki no Hito (奇跡の人 The Miracle Worker?) (1992)

Sencillos
- Houchou & Man-jyu (包丁とマンジュウ?  Kitchen Knife & Bun) (1989)
- Benkyou ga Dekinai (勉強ができない?  Can't study) (Alfa, 1989)
- '90s Sentimental Osechi  ('90sセンチメンタルおせち 90s Senchimentaru Osechi?) (Alfa, 12/89)
- Mayonaka no Omocha Bako (真夜中のオモチャ箱?  Toy Box of Midnight) (9/90)
- Wild Ghetto (7/91)
- Ride on Time (ライド・オン・タイム Raido On Taimu?) (12/92)

### Michiro Endo
- Casete Vietnam Legend (J.I.C.C., 10/4/84). Reeditado como LP en 1986 (Captain Records, CAP-0015-L).
- 12" EP The End (Toshiba - EMI, T-14-1079, 3/85).
- LP Oddissey · 1985 · Sex (King, 1985, 1991), como Michiro, Get The Help!. Originalmente este álbum se editó en 1985 como una serie de tres maxi singles.
- LP Terminal (King, 7/87).
- CD 破産 (Bankrupcy) (King, KICS 2089, 2/91).
- CD Sora wa ginnezumi (Aqua AQ 1001, 7/94).
- CD 50 Half (North Pole Bacterium, 8/95).
- CD Off (1/2000)
- CD y libro The Love Song on the 27th (2003).
- Con Notalin: CD Notalin's (2/2004).
- CD I. My. Me - Amami (Baggeria, 5/2005).
- Con M.J.Q.: CD Unplugged Punk (Tokuma 9/06).
- Caja recopilatoria con 3 CD y DVD Michiro Endo Box Set (2/2007).

### Tam
- Tam: Sencillo y flexi EP Vol. 1 (ADK 03E, 1983).
- G-Zet: temas en el recopilatorio de varios artistas Great Punk Hits - Rebel Street 2 (Japan Records, 1983).
- G-Zet: 12" EP G-Zet (ADK 14, 1984).
- Tam - Boy - Ide: 10" EP (ADK 18, 1984).

### Shintaro Sugiyama
- LP Newton's Oblige (Alchemy, ARLP-011, 1986).